# معركة كانوسيوم
معركة كانوسيوم (بالإنجليزية: Battle of Canusium)‏ هي معركة استمرت لثلاثة أيام دارت بين القوات الرومانية والقرطاجية في بوليا خلال صيف عام 209 ق.م، وكانت جزءاً من الحرب البونيقية الثانية. كان هدف هذا الهجوم الذي بدأه الرومان هو إخضاع المدن والقبائل التي تركت التحالف مع روما بعد معركة كاناي، وأيضاً تضييق منطقة سيطرة القرطاجيين في جنوب إيطاليا.
كانت معركة كانوسيوم أيضاً جزءاً من الصراع الذي استمر سنوات طويلة بين القائد القرطاجي حنبعل والجنرال الروماني ماركوس كلاوديوس مارسيليوس. كلا القائدين لم يحقق نصراً حاسماً وعانى من خسائر كبيرة (تصل إلى 14,000 قتيل)، فنتائج هذا الاشتباك تخضع لتفسيرات مختلفة من قِبل المؤرخين القدماء والحديثين. فبالرغم من أن مارسيليوس تلقّى ضربة قاسية في كانوسيوم، إلا أنه تابع لمدة تحركات القوات البونيقية الرئيسية، وهكذا ساهم في انتصار الرومان على حلفاء حنبعل في نفس توقيت معركة كانوسيوم.

## قبل المعركة
منذ بدأ الغزو القرطاجي لروما في عام 218 ق.م، أنفقت روما الكثير من ثرواتها في حماية إيطاليا ومن ثم استعادة الأراضي التي استولى عليها حنبعل. وقد تزايد عدد الفيالق باستمرار، على الرغم من الهزائم الفادحة التي تعرضت لها خلال المرحلة الأولى من الحرب. في عام 210 ق.م - أي قبل معركة كانوسيوم بسنة - كانت روما تملك 21 فيلقاً، كان قد واجه بعضها القرطاجيين وحلفائهم في صقلية وسردينيا وأيبيريا واليونان، لكن مع ذلك كانت معظمها موزّعة في أماكن مختلفة من إيطاليا، حيث كانت لا تزال مسرح الأحداث الرئيسي في الحرب.
بعد هزيمة الرومان في كاناي، اتبعوا عموماً سياسة فابيوس ماكسيموس، والذي علمهم تجنّب المواجهات الكبيرة والمباشرة مع حنبعل، وذلك لكي يحافظوا على قوتهم ثم يُضعفوه تدريجيا. وقد سعوا إلى إنهاكه عن طريق سلسلة من المواجهات والحصارات الصغيرة (استراتيجية فابيان). ولكن بسبب ما تبين من سلسلة غير منقطعة من الهزائم (مثل معركة هردونيا الأولى)، فلم تُتّبع هذه الاستراتيجية دائماً. أحد القادة الذين لم يقتنعوا تماماً باستخدام هذه الاستراتيجية، كان ماركوس كلاوديوس مارسيليوس الذي كان قد اكتسب شهرة قبل بدأ الحرب البونيقية الثانية عندما غزا غاليا كيسالبينا، وقد اكتسب المزيد من الشهرة مباشرة بعد معركة كاناي، عندما منع حنبعل من احتلال مدينة «نولا» عدة مرات، وهكذا جنّب الرومان المزيد من الخسائر في كامبانيا، وخاصة بعد سقوط مدينة «كابوا».
كانت شعبية مارسيليوس كقائد عسكري ناجح قد ازدادت بعدما نجح في إعادة السيطرة على سرقوسة، مما أكسبه مكانة بين القادة المخضرمين الآخرين أمثال فابيوس ماكسيموس وكوينتوس فلافيوس فلاكوس وأبيوس كلاوديوس بولتشر، الذين كان يتوقع منهم الشعب الروماني أن يقودوهم للنصر على القرطاجيين. مع الوقت، وجد القرطاجيون صعوبة متزايدة في مواجهة الرومان. ثم في عام 211 ق.م، استولى الرومان على مدينة «كابوا»، الحليف الإيطالي الرئيسي للقرطاجيين. بعد إعادة فتح كامبانيا، أرسلت روما جيوشها إلى الجنوب والشرق لمهاجمة المدن الأخرى التي تحالفت مع حنبعل. وفي عام 210 ق.م، انتخب مارسيليوس قنصلاً للمرة الرابعة، واستطاع السيطرة على عدة أماكن في سامنيوم وبوليا، وتدمير حامياتها القرطاجية. ثم واجه حنبعل في «معركة نمسترو» الغير حاسمة، ثم تقدم الرومان نحو مدينة تارانتو أكبر مدن الجنوب، والتي تحالفت مع حنبعل قبل عدة سنوات. في عام 209 ق.م، جعل القنصل فابيوس ماكسيموس، استعادة السيطرة على تارانتو هدفه الأول. تولّى زميله فلاكوس ومارسيليوس (الذي أصبح والياً) مهمة منع حنبعل من مساعدة المدينة. كان كل واحد من القادة الثلاثة يقود جيشاً، فابيوس تقدم إلى تارانتو، وسار فلاكوس إلى لوسانيا، بينما إتجه مارسيليوس إلى بوليا. وأمر فابيوس قوة رابعة بمهاجمة حلفاء حنبعل في قلورية.

## معركة الأيام الثلاثة
تحرك حنبعل نحو كانوسيوم، على أمل إقناع سكانها بالتخلى عن ولائهم لروما. لم تكن كانوسيوم بعيدة عن «سلابيا» وهي البلدة التي ذبح مارسيليوس حاميتها النوميدية في العام السابق. كان حنبعل ينوي استعادة نفوذه في المنطقة. باقتراب مارسيليوس بجيشه، انسحب القرطاجيون من كانوسيوم. كانت خسارة النوميديين في سلابيا، قد حرمت القرطاجيين من سلاح فرسانهم القوي. لم تكن التضاريس مناسبة كما كانت في كاناي، ولهذا السبب، انسحب حنبعل، سعياً منه لجذب مارسيليوس لكمين. اضطر الرومان لملاحقة القرطاجيين بلا هوادة للاشتباك معهم في معركة. بدأ الاشتباكات بالمناوشات الأولية حتى الليل، ففض كلا الجانبين الاشتباك وعادوا لمعسكراتهم الحصينة.
في اليوم التالي، ثبت جنود حنبعل، وكلفوا الرومان خسارة فادحة. كان أحد جناحي الصف الأول من قوات الرومان المكون من حلفائهم، قد اضطر للتراجع. أمر مارسيليوس الفيلق المتمركزة في المؤخرة بالتخفيف من تراجع حلفائهم. تبين خطأ قراره فيما بعد، فبتقدم القرطاجيون حلت الفوضى بالجيش الروماني بأكمله. فقد الرومان 2,700 جندي، بينما فر البقية للاحتماء في معسكرهم الحصين.
بالرغم من هذه الانتكاسة ورغم أن العديد من رجاله جرحى، قاد مارسيليوس جنوده للقتال في اليوم الثالث. لم يكن جنود حنبعل الأيبيريين قادرين على مواجهة الرومان، فدفع القرطاجيون بالفيلة الحربية. في البداية، أدت الفيلة الدور المطلوب منها بخلخلة صفوف الرومان، ولكن الهجوم المضاد الروماني نجح في جعل الفيلة تفر نحو القرطاجيين مسببةً الاضطرابات في صفوفهم. اغتنم مارسيليوس الفرصة، ودفع بفرسانه إلى المعركة. تبع ذلك هجوم من المشاة الرومان. انسحبت قوات حنبعل نحو معسكرهم مع خسائر فادحة. كان عدد القتلى في القوات الرومانية أكثر من اليوم السابق (3,000 قتل وأصيب كثيرون بجروح)، حتى أنهم امتنعوا عن مطاردة قوات حنبعل التي غادرت معسكرها ليلاً نحو الجنوب.

## النتائج
نتيجة للمعركة، توجه جيش مارسيليوس إلى كامبانيا، بينما إتجه حنبعل نحو جنوب إيطاليا دون رادع. هذا ما دفع خصوم مارسيليوس السياسيين في روما لاتهامه بسوء قيادته للجيش، وطالبوا مجلس الشيوخ بتنحيته من القيادة. ومع ذلك، انتخب مارسيليوس قنصلاً مرة أخرى في العام التالي، مطالبين إياه بمواجهة حنبعل مواجهة حاسمة في السنة التالية.